# مزرعه علی فقیهی
مزرعه علی فقیهی یک منطقهٔ مسکونی در ایران است که در دهستان دهچاه واقع شده‌است.